# Monts Sicanes
Les monts Sicanes (Monti Sicani en italien) sont une chaîne de montagnes située dans la zone centro-méridionale de la Sicile, entre les provinces d'Agrigente et de Palerme. Ils comprennent plusieurs communes situées dans cette vaste zone à mi-distance entre Palerme au nord et Agrigente au sud, et entre Trapani à l'ouest et Caltanissetta à l'est.
La dénomination monts Sicanes est issue des Sicanes, un peuple antique qui y résidait. La zone est utilisée pour le pâturage.

## Géographie

### Principaux sommets
De nombreux sommets dépassent les 1 000 m, les plus hauts sont la Rocca Busambra et le mont Cammarata qui dépassent les 1 500 m d'altitude.

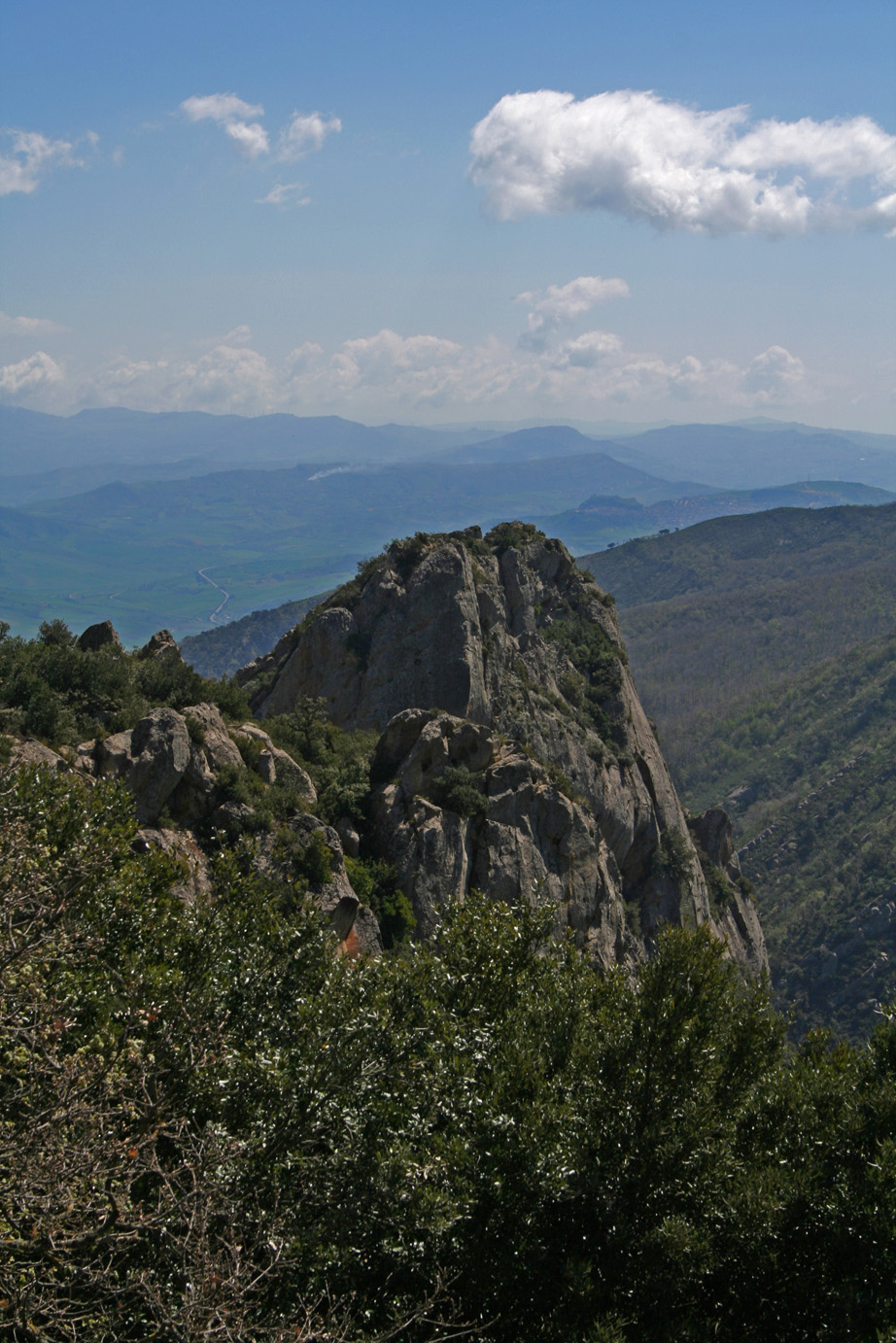
Rocca Busambra

- Rocca Busambra (1 613 m)
- Mont Cammarata (1 578 m)
- Mont Gemini  (1 397 m)
- Mont Barracù (1 420 m)
- Pizzo Cangialoso (1 457 m)
- Monte delle Rose (1 436 m)
- Serra del Leone (1 316 m)
- Pizzo Stagnataro (1 346 m)
- Pizzo di Gallinaro (1 220 m)
- Mont Colomba (1 197 m)
- Mont Carcaci (1 196 m)
- Mont Genuardo (1 180 m)
- Mont Quisquina (1 008 m)
- Pizzo Colobria (1 000 m)

### Hydrographie
Les principaux cours d'eau des monts Sicanes sont les fleuves Platani, Sosio-Verdura, Frattina-Belice sinistro.
Le fleuve Platani marque la limite géographique orientale et méridionale des monts Sicanes. Le fleuve Sosio prend sa source près de Filaga (Prizzi). Son lit, la Valle del Sosio, est caractérisé par une vallée escarpée jalonnée de gorges profondes. Le fleuve Frattina prend sa source entre la Rocca Busambra et le Bosco della Ficuzz.

### Géologie
Le massif est caractérisé par une zone collinaire argileuse et gréseuse. La partie supérieure à 900 m est constituée de roches calcaires du Mésozoïque.

### Flore
La flore comprend le chêne (Quercus ilex et Quercus pubescens) prédominant sur les flancs septentrionaux des monts, sous forme de forêt ou de bosquet se terminant par endroits sous la forme de maquis.
Sur les sommets dégarnis, poussent des Orchidaceae et Liliaceae et le long des cours d'eau le saule, le laurier rose et le tamarix.
Quelques zones ont été reboisées avec des essences exotiques, en particulier le Pinus halepensis, des Cupressacees (Cupressus glauca et Cupressus arizonica), des Myrtaceaes du genre Eucalyptus et le peuplier.
Le bosco della Ficuzza, zone de chasse réservée autrefois aux Bourbons, est la zone forestière la plus étendue des monts Sicanes.

### Faune

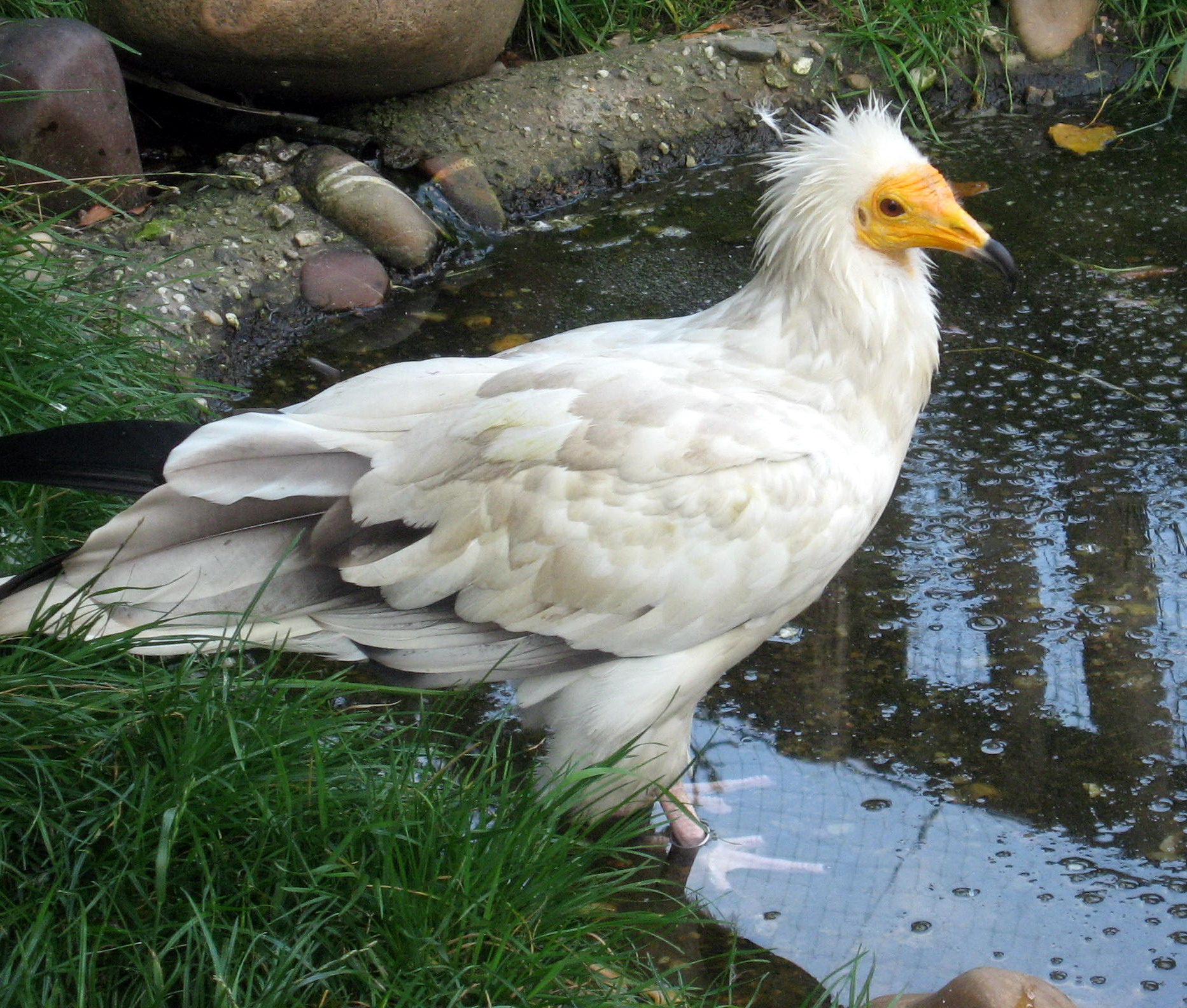
Neophron percnopterus

La présence de hauts sommets dans un territoire peu peuplé constitue l'habitat idéal pour une faune très variée.
Les rapaces sont très présents, des plus rares (milan noir, aigle royal, percnoptère) aux plus diffus (faucon pèlerin, épervier, crécerelle, buse variable, busard, hibou moyen-duc, chouette effraie, chouette, chouette hulotte).
Parmi les oiseaux de petite et moyenne taille figurent le guêpier d'Europe, le coucou gris, le rougequeue noir, le pic épeiche et la grive draine.
Les endroits escarpés et les gorges profondes sont peuplées par le monticole merle-bleu, le très rare monticole merle-de-roche et l'hirondelle de rochers.
Le sous-bois est peuplé par quelques exemplaires de martes, Porc-épic à crête, tortue terrestre
ainsi que par des espèces beaucoup plus diffuses comme la vipère, le natrix, la couleuvre d'Esculape et le lacerta viridis.

## Histoire et archéologie
Le territoire des monts Sicanes conserve des zones archéologiques temoignant de la présence de l'antique peuple des Sicanes, des vestiges caractérisant le travail rural de l'époque :
- le pagliaio, habitation destinée aux éleveurs de bétail nomades ;
- le baglio, structure d'habitation plus complexe utilisée par les paysans sédentaires.

## Activités

### Économie
Outre l'élevage, l'agriculture et le tourisme la zone est caractérisée par de nombreuses activités artisanales traditionnelles comme le travail de la céramique, menuiserie, broderie et la pierre de taille.

### Randonnée
Un réseau de sentiers fléchés relie entre eux les villes, les reliefs et les réserves naturelles.

### Protection environnementale

#### Réserves naturelles
- Riserva naturale orientata Bosco della Ficuzza, Rocca Busambra, Bosco del Cappelliere e Gorgo del Drago
- Riserva naturale integrale Grotta di Sant'Angelo Muxaro
- Riserva naturale integrale Grotta di Entella

#### Parc régional
Le parc est créé par le décret de la Gazzetta ufficiale della Regione siciliana n°40 du 21 septembre 2012 en lieu et place des autres réserves présentes sur le territoire.